# Église protestante Saint-Pierre-le-Jeune de Strasbourg
Église protestante Saint-Pierre-le-Jeune de Strasbourg är en protestantisk kyrka i centrala Strasbourg, Alsace, Frankrike, tillhörande samfundet Église protestante de la Confession d'Augsbourg d'Alsace et de Lorraine. Kyrkan är kulturminnesmärkt. Det finns även en katolsk kyrka med samma namn i Strasbourg.